# Сьвента-Катажина (Нижньосілезьке воєводство)
Сьвента-Катажина (пол. Święta Katarzyna, нім. Kattern) — село в Польщі, у гміні Сехниці Вроцлавського повіту Нижньосілезького воєводства.
Населення — 2284 особи (2011).
У 1975-1998 роках село належало до Вроцлавського воєводства.

## Демографія
Демографічна структура станом на 31 березня 2011 року:
|          | Загалом | Допрацездатний вік | Працездатний вік | Постпрацездатний вік |
| -------- | ------- | ------------------ | ---------------- | -------------------- |
| Чоловіки | 1053    | 255                | 719              | 79                   |
| Жінки    | 1231    | 213                | 708              | 310                  |
| Разом    | 2284    | 468                | 1427             | 389                  |